# اگبرت بنسون
اگبرت بنسون (Egbert Benson) (۲۱ ژوئن ۱۷۴۶–۲۴اوت ۱۸۳۳)، برده‌دار، وکیل، حقوقدان، سیاست‌مدار و از پدران بنیان‌گذار ایالات متحده آمریکا بود، وی همچنین نماینده ایالت نیویورک در کنگره قاره‌ای، در کنوانسیون اناپولیس و مجلس نمایندگان ایالات متحده آمریکا بود. وی در سال ۱۷۸۸، به‌عنوان عضو کنوانسیون قانون اساسی نیویورک خدمت کرد و قانون اساسی ایالات متحده آمریکا را تصویب نمود. وی به عنوان دادستان کل ایالت نیویورک، رئیس دادگاه عالی نیویورک و قاضی ارشد مداری ایالات متحده آمریکا برای مدار دوم خدمت کرد.

## تحصیلات و حرفه
درک بنسون جد بنسون که در سال ۱۶۴۹ در نیو آمستردام مسکن گزین شد، بنیان‌گذار خانوادهٔ بنسون در آمریکا بود. اگبرت بنسون پسر رابرت بنسون(۱۷۶۲–۱۷۱۵) و کاترین (ون بورسوم) بنسون (۱۷۹۴–۱۷۱۸)، در شهر نیویورک در ایالت نیویورک متولد شد. خانوادهٔ بنسون یکی از اولین خانوادهٔ هلندی بود که در منهتن مسکن گزین شدند. در نامه‌ای که اگبرت بنسون به آرتور د. بنسون نوشته بود، معلوم می‌شود که وی در گوشهٔ خیابان‌های پوتین و فلوتن در خانه ویلیام پوتین زندگی می‌کرد. خانه وی یکی از مراکز زندگی فرهنگی در شهر نیویورک بود. بنسون در اوایل زندگی‌اش، با مادر بزرگ مادری‌اش، بیوه‌ای که در خیابان بوردا در گوشهٔ بیور زندگی می‌کرد، زندگی کرد.
بنسون با زبان هلندی درس خواند و تعلیمات دینی خویش‌را به همین زبان فراگرفت. بنسون به‌محض رسیدن به سن مناسب، به مدرسه مشهور دانشگاهی پذیرفته شد و خود را برای کالج آماده کرد. کشیش  بارکلی، رئیس کلیسای ترینتی، در ای مدت بنسون را راهنمائی و همکاری نمود. او تحصیلات خصوصی نمود و بعداً در کالج شاهی (که فعلاً به‌نام دانشگاه کلمبیا یاد می‌شود) پذیرفته شد و در سال ۱۷۶۵ فارغ شد. بنسون حقوق خواند، در کانون وکلا پذیرفته شد و به رد هوک در محلهٔ داچس نیویورک نقل مکان نمود. وی در آنجا و هم در نیویورک به حرفه وکالت پرداخت. همچنین توسط دانشگاه هاروارد و کالج دارتموت مورد تقدیر قرار گرفت.
یکی از اقارب بنسون، بنجامین بنسون بود که سپاهی جنگ انقلابی و عضو کمیته مکاتبات بود. در مه ۱۷۷۵ در هاروستراو ایالت نیویورک، یکی از اصول انجمن یا «آزمون انجمن» را که مقدمهٔ اعلامیهٔ استقلال بود، امضاء کرد. اگبرت بنسون برادر سرهنگ دوم رابرت بنسون و کاپیتان هنری بنسون که فرماندهی یکان شناور دریایی را به عهده داشت، بود.
بنسون برده‌دار بود؛ در آمار سال ۱۷۹۰ دارای یک برده و در آمار سال ۱۸۰۰ دو برده داشت. علی‌رغم اینکه خود وی شخصاً مالک برده بود، در انجمن ضد برده‌داری نیویورک فعالیت می‌کرد.

## خدمات سیاسی و قضائی
بنسون مقارن با آغاز جنگ انقلاب آمریکا، مسیر سازمان پسران آزادی را تأیید و تا یک اندازهٔ چشم‌انداز حرفه‌ای خویش‌را رها کرد و بعداً هوشمندانه خود را وقف کشورش نمود. وی به سازمان پسران آزادی که در محلهٔ داچس، محلی‌که بنسون به عنوان بخشی از تلاش‌های سیاسی‌اش جلسات سیاسی را رهبری می‌کرد، کمک کرد. زمانی‌که بریتانیا درسال ۱۷۷۷ شهر نیویورک را تصرف کرد، بنسون چندین سال در محلهٔ داچس باقی‌ماند. بنسون از سال ۱۷۷۷ الی۱۷۸۱ به‌عنوان عضو مجلس ایالت نیویورک خدمت کرد و هر لایحهٔ مهمی را که در جریان انقلاب در مجلس تصویب شد، تهیه و پیش‌نویس می‌کرد.
بنسون از سال ۱۷۸۰ در دومین کنگره قاره‌ای به عنوان نماینده بود و لوایح تشکیل اداره‌های اجرائی ایالات متحده آمریکا را پیش‌نویس می‌کرد. مردم محله وی‌را بعنوان رئیس کمیته مصونیت خویش تعیین نموده و در سال ۱۷۷۷ به مجلس انقلابی ایالت نیویورک فرستاده شد. زمانی‌که نخستین دولت ایالتی تشکیل شد، بنسون به‌عنوان نخستین دادستان کل ایالت نیویورک تعیین شد و تا سال ۱۷۸۸ خدمت کرد. وی در ۱۷۸۱ و بار دیگر در سال ۱۷۸۸ سالانه به عضویت مجمع انتخاب می‌شد.
در ۱۷۸۴، بنسون به‌عنوان نماینده نیویورک به کنگره قاره‌ای فرستاده شد. هرچند در سال ۱۷۸۵ دوباره به این سمت تعیین شد، اما در جلسات شرکت نکرد. در سال ۱۷۸۶ بنسون همراه با الکساندر همیلتون توسط قانون‌گذاران به عنوان نماینده در کنوانسیون اناپولیس معرفی شد، کنوانسیونی که فراخوان کنوانسیون قانون اساسی ایالات متحده آمریکا را که سال بعد برگزار شد، صدور کرد. وی در سال ۱۷۸۷ و ۱۷۸۸ به کنگره برگشت و در سال ۱۷۸۸ در کنوانسیون ایالت نیویورک شرکت کرد که در آن کنوانسیون قانون اساسی ایالات متحده آمریکا تصویب شد.
زمانی‌که دولت جدید فدرال تأسیس شد، بنسون از ناحیه سوم کنگره نیویورک به‌عنوان عضو مجلس نمایندگان ایالات متحده آمریکا در کنگره‌های اول و دوم ایالات متحده آمریکا  انتخاب شد و از ۴ مارس سال ۱۷۸۹ الی ۳ مارس سال ۱۷۹۳ در این مجلس مصروف خدمت بود. در سال ۱۷۹۴ بنسون به‌عنوان قاضی دادگاه عالی نیویورک تعیین و تا سال ۱۸۰۱ در این سمت کار کرد.
بنسون از جمله اعضای کمیسیون سه نفره‌ای بود که در سال ۱۷۹۸ مکان دریای ست کروس را تعیین نمود. در ۱۸ فوریه سال ۱۸۰۱، رئیس‌جمهور جان آدمز، بنسون را به پُست دادگاه حوزه قضائی دوم ایالات متحده آمریکا که توسط فرمان ایالتی ۸۹ به رئیس جدید مجاز ساخته شده بود، نامزد ساخت. در ۲۰ فوریه سال ۱۸۰۱ توسط سنای ایالات متحده آمریکا رأی تأیید گرفت و در همان روز به سمت خود تکیه زد. دوره خدمت وی به دلیل لغو دادگاه در ۱ ژوئیه سال ۱۸۰۲ خاتمه یافت.

## اواخر زندگی
بنسون درسال ۱۸۰۲ به حرفه وکالت خصوصی خویش در شهر نیویورک برگشت. وی یکجا با سایر رهبران مدنی، انجمن تاریخی نیویورک را تأسیس نمود و به عنوان نخستین رئیس از سال ۱۸۰۴ الی ۱۸۱۶ در آن انجمن خدمت کرد. او مؤلف چندین کتاب بود، از جمله کتاب دفاع از سه مهین‌پرست آمریکایی که سرلشکر جان اندری، جاسوس را دستگیر نمودند و این دستگیری منجر به افشای نقشهٔ تسلیم‌دهی وست پاینت به بریتانیا توسط بندیکت آرنولد شد.
بنسون در سال ۱۸۱۲ از ناحیه دوم کنگره نیویورک به عنوان یک فدرالیست در کنگره سیزدهم ایالات متحده آمریکا مجلس نمایندگان آمریکا انتخاب شد، اما تا زمان استعفااش در۲ اوت سال ۱۸۱۳ صرف پنج ماه خدمت کرد. در ۲ دسامبر سال ۱۸۱۳ عضو انجمن بایالتی آمریکا انتخاب شد.
نوشته‌های بنسون عبارت اند از شرح زندگی‌نامه گوورنور موریس (منتشره نوامبر سال ۱۸۱۶) و تبصره مختصری در مورد «همسر» واشینگتن ایروینگ (منتشره سال ۱۸۱۹). بنسون همچنین در محکومیت آنچه‌که وی عمل بی‌معنی و پوچ ضد مسیحی نامیدن اولین روز هفته به عنوان سبت می‌دانست، یک سلسله مقاله‌های توانا و خیلی‌ها جالب را نوشت و در نیویورک امریکن منتشر کرد.
بنسون در اواخر عمراش در ۱۷ مه سال ۱۸۲۰ با ماریا کانور (۱۸۶۷–۱۷۹۶) ازدواج کرد. در ۲۴ اوت سال ۱۸۳۳ در جامیکا کوئینز فوت نمود و در قبرستان پراسپکت در آنجا دفن شد. مقبره او با یک نشان تاریخی مشخص ساخته شده‌است.
مسن‌ترین برادر اگبرت، رابرت بنسون (۱۸۲۳–۱۷۹۳) منشی سنای ایالت نیویورک و پدر هم‌نام وی اگبرت بنسون بود.
طبق نسخه‌های خطی و یادداشت‌هایی که مجموعهٔ نسخه‌های خطی آرتر د. بنسون در کتابخانهٔ کوئینز پیدا شد، نام بنسون در یک لوح برونزی در ساختمان باتریک در خیابان ششم در جاده اسپرینگ در شهر نیویورک حکاکی شده بود؛ این لوح حکاکی توسط انجمن تاریخی روستای گرینولیچ در آنجا گذاشته شده بود. هویلین د. بنسون، برادرزاده بزرگ اگبرت بنسون هفت عکس مربوط به اگبرت بنسون را به جروم دیویس گرین، رئیس ترانسنتری نیویورک ارسال نمود. هویلین همچنین عضو انجمن تاریخی نیویورک بود که این انجمن در سال ۱۸۰۴ توسط جد او اگبرت بنسون تأسیس شده بود.